# Leprotto
Leprotto is een historisch merk van motorfietsen.
De bedrijfsnaam was Officine Leprotto C.s.r.L, Torino.
Italiaans merk dat van 1951 tot 1954 goede twee- en viertakten van 123- tot 198 cc bouwde.